# Spike (rapper)
Paul Mărăcine (n. 21 aprilie 1985, București, România), cunoscut sub pseudonimul Spike, este un rapper, cântăreț și regizor român de videoclipuri muzicale.

## Biografie

### 2002
În 2002 apare prima piesă la un concurs de pe un site și încep să se facă primele înregistrări. În urma unor discuții, Spike trimite un demo trupei Cosa Nostra, iar membrii trupei îi oferă șansa să apară pe următorul album care din nefericire nu a mai fost lansat. Urmează o perioadă de gândire în care se pun în ordine următoarele proiecte. Tot în această perioadă Spike începe o serie de concerte prin cluburile bucureștene alături de trupa Cosa Nostra și trupa Casino.
Spike nu mai comunică cu Cosa Nostra și pornește pe cont propriu. În următoarele luni, la îndemnul prietenilor, Spike pregătește un demo pentru „Acțiunea Instrumentalul” lansată de trupa Paraziții, dar în urma unor probleme, demo-ul nu a mai putut fi trimis, fapt care a pornit o perioadă de liniște și lipsă de inspirație. După ce s-au mai liniștit apele, Spike a lucrat un demo și l-a expediat către Roton. Răspunsul a ajuns într-o săptămână, iar casa de discuri părea interesată de piese și a mai cerut un demo până să-și facă o părere. După acest demo, nu s-a mai auzit nimic, și Spike a luat-o ca pe un refuz. Au urmat vreo 2 luni de pauză, iar când totul părea că se pierde, Spike primește un telefon în care este anunțat că piesa „Nimic Personal”, care era un demo pentru Roton, a intrat pe compilația Loop Records lansată de o casă de discuri. Piesele demo ajung la urechile băieților de la Paraziții care au fost interesați de ce se aude.
2004 - 2006
În 2004, în urma unui concert într-un club din București, Spike se întâlnește pentru prima oară cu Ombladon și află că s-ar putea să apară pe viitorul său album solo, Condoleanțe. Discuția se încheie și apare o colaborare între cei doi: „Probleme Personale”.
În 2005 semnează cu 20 CM Records/Roton și apare și pe albumul de debut Hai să vorbim al colegilor de la Anonim. În 2006 apare pe albumul Fabricant de Gunoi semnat Cheloo. Tot în 2006 este invitat de către Paraziții să cânte alături de ei și trupa Anonim în deschiderea concertului pe care rapperul 50 Cent l-a susținut în București.
În 2006 după câteva divergențe între membrii trupei Paraziții, Spike este îndemnat de Cheloo să rezilieze contractul cu 20Cm Records și semnează un contract exclusiv de producție cu labelul 16 Hz. Pus într-o poziție dificilă, Spike semnează noul contract și începe munca la albumul "Relații cu Publicul".
“Relații cu publicul” este albumul de debut al lui Spike, lansat în decembrie 2006 prin 16HZ, 20CM Records, R.U.L. și Roton și distribuit prin SINCRON. Albumul a fost produs ca demo de către Spike și s-a înregistrat în studiourile 20 cm Records într-o singură zi. După înregistrarea vocilor, Cheloo a re-orchestrat o mare parte din instrumentalele produse de Spike, lucru ce l-a distanțat pe Spike de Cheloo. S-au filmat videoclipuri la piesele “Bizar” cu Cheloo și “Sub papuc S.R.L.”. Albumul a fost înregistrat între 25 decembrie 2005 și 11 iunie 2006, în studioul 20 CM Records.
După lansarea albumului, în urma unui management defectuos atât din partea 16 Hz cât și din partea Roton, Spike a decis să părăsească labelul 16 Hz și să lucreze pe cont propriu.
La sfârșitul anului 2006 Spike se angajează ca Jr. Compositor la firma Digital Fx în cadrul agenției de post producție Chainsaw Romania, sub îndrumarea lui Adrian Cruceru. Un an mai târziu Spike părăsește agenția și se angajează în trustul INTACT ca broadcast designer la Antena 3. Rămâne angajat timp de un an, după care părăsește trustul și înființează studioul său personal de post-producție ce ajunge să poarte denumirea de The Evil Twin Studio.
2007 - 2010
Spike părăsește 20 Cm Records/ Roton și în 2007 se alătură casei de producție Music Expert, sub managementul lui Dorian Enache și a impresarului Cristi Ochiu. Totodată se alătură și labelului Okapi Sound înființat de Grasu XXL, Guess Who și Agresiv începe să lucreze la viitorul său album. În 2008, Spike dezvăluie o altă pasiune, regia, și filmează două videoclipuri pentru doi cunoscuți artiști români, Maximilian și Bitză. În primăvara anului 2009 lansează împreună cu Guess Who videoclipul regizat de el pentru piesa „Tu”, care va fi inclusă mai târziu pe albumele lor. Rămânem prieteni” este cel de-al 2-lea album al lui Spike și a fost lansat cu Gazeta Sporturilor și Cat Music, în data de 8 decembrie 2009. Concomitent a fost relansat și albumul lui Guess Who – Probe Audio (redenumit Locul Potrivit/Probe Audio), amândouă fiind distribuite prin intermediul GSP-ului în 60.000 de exemplare. Albumul a fost promovat și de videoclipurile “Banii”, “Scandal” și „Realitate”.
Spike produce un alt clip pentru Grasu XXl și Mitză (Agresiv), videoclip realizat în totalitate digital. În august 2009 filmează videoclipul piesei ”Banii”. Filmările s-au desfășurat în comuna Sinești, localitatea Hagiești, într-un conac construit de familia Marghiloman în secolul XIX. Scenariul lui Spike imaginează un personaj fictiv, scriitor, care locuiește într-o zonă în care banii cad din cer și nu fac altceva decât să acopere peisajul și să zboare în toate direcțiile. ”Rămânem Prieteni”. Clipul pentru Scandal a fost filmat pe 28 noiembrie în capitală, la studiourile Atlantis, regizor fiind chiar Spike. La filmări au fost prezenți și Guess Who, Agresiv (Vlad, Mitză), Maximilian, Grasu XXL, euGEN, Dj Oldskull și mulți alți prieteni de-ai lor.
2010 - 2014
În februarie 2010 pornește împreună cu Guess Who în TU-r, un turneu național desfășurat în 22 de orașe (21 fără orașul în care a avut loc concertul inaugural), la care s-au strâns peste 16.000 de fani. Concertul inaugural a avut loc pe 11 februarie în Jet Set Events Hall (București) și a constat de fapt în lansarea albumului lui Spike, Rămânem Prieteni; cei doi au plecat în alte 21 de orașe, iar turneul s-a încheiat pe 24 aprilie în locul unde s-a ținut primul eveniment. La ultimul concert a fost lansată o nouă piesă numită „PI2DE”. În septembrie 2010 a început împreună cu Guess Who al doilea turneu național, numit reTU-r. Acesta a fost ultimul turneu în formula Guess Who și Spike, urmând ca la terminarea acestuia, în concerte, cei doi artiști să-și întâlnească separat fanii. Spike a regizat videoclipul cântecului „Realitate” pe parcursul a trei zile la începutul lunii august: o zi în parc, o zi în supermarket și o zi pe un acoperiș dintr-un gang 
(din Cotroceni). În videoclip apare și cunoscutul personaj euGEN (pe numele real Tiberiu Popovici). Videoclipul piesei „Realitate” a lui Spike a avut premiera pe reTU-r.ro Arhivat în 15 noiembrie 2010, la Wayback Machine. pe 26 august 2010, iar odată cu el a fost publicat și un interviu cu artistul în care povestește cum au decurs filmările (la care a participat în calitate de regizor). Tot în septembrie a lansat Guess Who videoclipul piesei „Unu Altu” - o piesă mai veche care a fost refăcută și relansată special pentru publicul din mainstream (radio/TV). Clipul a fost filmat la Buftea la începutul lunii august de Spike.
Întrebat de ce a lăsat în vacanță partea de muzică, el a spus „Pentru că a prins contur faza asta cu videoclipurile”. Lora, Guess Who, Grasu XXL, Narcotic Sound și acum Andreea Bănică sunt artiștii care au trecut prin mâna lui Spike. Spike, asa cum anunță 1 Music Channel, este cel mai căutat regizor de clipuri din România.
2014 - The Evil Twin Studio
Spike a continuat să se ocupe de regie și de studioul său The Evil Twin. A regizat numeroase videoclipuri atât pentru prietenii săi de la Okapi Sound cât și pentru numeroase nume importante din industria muzicală românească: Horia Brenciu, Delia, Voltaj, Pavel Stratan, Raluka, Hi-Q, Voxis, Dya, Connect-R etc.
2015
În 2015, Spike lansează alături de OkapiSound și Universal Music Romania, cel de-al 4-lea album oficial "Lumea Lui Paul". Albumul a fost produs în mare parte în perioada Ianuarie-Martie 2015, timp în care Spike s-a retras singur în casa de vacanță de pe lângă Brașov, unde a lucrat singur 2 luni de zile o mare parte din versuri și instrumentale. Albumul a fost finalizat, mixat și masterizat de Grasu XXl și Cristi Dobrică la OkapiSound. A urmat și un videoclip la piesa "Încerc", clip în care Spike și colegii de la Okapi (Grasu, Maximilian, GuessWho) s-au costumat și machiat în personaje penibile inspirate din starea muzicii românești la momentul de față. Lumea lui Paul a fost unul dintre cele mai apreciate albume de Hip Hop din 2015. Totodată Spike a fost unul dintre artiști apreciați la Media Music Awards 2015 alături de Lori cu piesa Suflete Pereche. La sfârșitul lui 2015, Spike regizează pentru Voltaj cel de-al doilea videoclip.

## Turnee
- TU-r (cu Guess Who)
- reTU-r (cu Guess Who)
- Grasu XXl - Drumul Spre Succes (invitat)
- 2019 - Propaganda

## Discografie
- 2003: Proiectul M.ă.-T.a. (Unreleased)
- 2006: Relații cu publicul
- 2009: Rămânem prieteni
- 2015: Lumea lui Paul
- 2018: PROPAGANDA

## Videoclipuri regizate
| Melodia                        | Cântărețul/Cântăreața/Trupa    | Data și/sau locul filmării | Lansare | Detalii |
| ------------------------------ | ------------------------------ | --- | --- | --- |
| „Volumu' la Maxim... ilian!!!” | Maximilian                     | ? | Sfârșitul lunii septembrie 2008 (premiera sa a fost pe site-ul oficial Maximilian.ro)                           | În videoclip apar artiști hip hop ca Junky, Bitză, Grasu XXL, DJ Swamp, Paco 10 Grei, Agresiv, DJ Paul. |
| „Sufletul Orașului”            | Bitză cu Raku și DJ Faibo X    | Halele IMGB și Liceul Mihai Viteazul din București (filmarea a durat 2 zile)                                                                     | 3-4 decembrie 2008                                                                                              | Scenariul a fost scris de Bitză. |
| „Tu”                           | El însuși cu Guess Who         | ? | Primăvara (mai exact martie-aprilie) a anului 2009                                                              | În videoclip, cei doi rapperi cântă, beau și fumează într-un bar, iar alături de ei se află și Grasu XXL. |
| „Prea mult fum”                | Grasu XXL cu Mitză (Agresiv)   | 16 mai 2009; hala din zona Republica, aproape de ieșirea din București                                                                           | 23 iulie 2009 (premiera sa a avut loc pe site-ul oficial Grasuxxl.ro)                                           | Videoclipul se bazează mult pe efecte speciale și cadre 3D, ilustrând o seară amețitoare într-un club, când toate obiectele se transformă în fum și orice sărut pare o vrajă. Spike a creat pe computer decorurile pline de fum ce au fost folosite în clip și nu s-a lăsat convins să-i dezvăluie protagonistului cum va arăta rezultatul final. La filmări au fost prezenți Guess Who, Maximiliam, Motzu, JJ și Laura Andreșan, care apare îmbrăcată în clip într-un maiou inscripționat cu sloganul FREE GIGI. |
| „Banii”                        | El însuși                      | jumătatea lunii iulie 2009; conacul construit de familia Marghiloman în secolul al XIX-lea din comuna Sinești, localitatea Hagiești              | 14 august 2009 (premiera a fost pe MTV România)                                                                 | Conform site-ulul oficial, „scenariul lui Spike imaginează un personaj fictiv, scriitor, care locuiește într-o zonă în care banii cad din cer și nu fac altceva decât să acopere peisajul și să zboare în toate direcțiile.” Spike a afirmat: „este un conac care arată impecabil de tare, dar prost, prost de tot la exterior, nu știu de ce, aparține statului cred că.” |
| „Scandal”                      | El însuși                      | 28 noiembrie 2009; studiourile Atlantis | 15 ianuarie 2010 (premiera a avut loc pe site-ul oficial al artistului și pe post de televiziune Music Channel) | În videoclip, un grup de oameni cu cagule pe cap încearcă să-l execute pe Spike. Acesta anunță Poliția, însă forțele nu-i atacă pe dușmanii lui. În final, prietenii săi îi bat pe cei răi și îl salvează pe Spike. La filmări au fost prezenți și Guess Who, Agresiv (Vlad, Mitză), Maximilian, Grasu XXL, Tiberiu Popovici, DJ Oldskull și mulți alți prieteni de-ai lor. Spike a declarat: „Montajul a durat o zi, efectele și post-producția au durat 2 săptămâni, numai că am mai respirat între zile să pot ține pasul...” |
| „Realitate”                    | El însuși                      | Începutul lunii august; filmat pe parcursul a trei zile: o zi în parc, o zi în supermarket și o zi pe un acoperiș dintr-un gang (din Cotroceni). | 26 august 2010 (premiera a avut loc pe reTU-r.ro).                                                              | Spike a spus: „[În videoclip] Este vorba de viața unui om al străzii într-o societate oarbă, și cum n-am putut să definim societatea oarbă am zis hai să luăm niște oameni și să-i facem orbi în clip și să ușurăm ideea asta de a o iluzie la o societate oarbă. Este un nene care se plimbă prin oraș, ziua, frumos, și nu prea vede nimic. Ideea e că el vede de fapt tot ce se întâmplă, numai că el încearcă să se încadreze în peisaj alături de restul.” |
| „Unu Altu”                     | Guess Who                      | Începutul lunii august; Buftea | 7 septembrie 2010 pe Libertatea și monden.info                                                                  | Acțiunea videoclipului are loc pe o placă de Monopoly, pe care se mișcă doi jucători și a fost filmat cu ajutorul unui ecran verde. „Un pion intră la pușcărie, altul câștigă, unul are de toate și altul nu mai poate". Un pion este reprezentat de o familie, mama, tatăl și copilul, iar celălalt este reprezentat de un bărbat plin de bani și de o femeie frumoasă, toate acestea semnificând diferențele mari de clasă din România. În videoclip, Liviu Stanciu joacă rolul unui afacerist. |
| „Hot Spot”                     | Lora                           | ? videoclipul a fost filmat cu câteva luni înainte de lansare                                                                                    | 27 septembrie 2010                                                                                              | Videoclipul a apărut pe contul oficial de YouTube al casei de discuri HaHaHa Production. |
| „Dă-te mai așa”                | Grasu XXL                      | Noiembrie; Buftea | Noaptea dintre 16 si 17 decembrie 2010 (premiera a avut loc pe canalul de YouTube al celor de la Okapi Sound)   | În videoclip, Grasu XXL este spionat de două personaje, numite Costel și Micuțu' (Micutzu). |
| „Danca Bonito”                 | Narcotic Sound cu Christian D. | Sfârșitul lunii februarie 2011 (filmarea a durat 2 zile); Râmnicu Vâlcea                                                                         | 17 martie 2011                                                                                                  | Clipul foarte sexy îi are în prim plan pe băieții Narcotic Sound și Christian D. înconjurați de fete frumoase, pline de viață, care să încing atmosfera. Videoclipul prezinta o zi normala din viata trupei, cu toate activitatile de baza: relaxat in piscina, jucat pe playstation, petreceri si multe alte detalii. Artistii au declarat ca, in ciuda camerelor de filmat, toti participantii s-au comportat natural iar atmosfera a fost extrem de relaxata. Au participat peste 50 de oameni, Marius, Mihai si Christian D. bucurandu-se de compania 'Mamasitelor' si a modelelor alese in urma unui casting organizat recent. |
| „Sexy”                         | Andreea Bănică                 | Clubul The Player | 16 mai 2011 | Filmarile au durat 24 de ore. Andreea a stat constant in legatura cu fanii ei prin intermediul Facebook si a postat pe pagina personala si o serie de fotografii din timpul filmarilor. |
| „Ring The Alarm”               | Connect-R                      | Filmat pe chroma la sfarsitul lui aprilie 2011                                                                                                   | premiera a avut loc la matinalul de la Antena 1 – Neatza cu Razvan si Dani pe 23 mai 2011                       | „Este vorba despre ceea ce se petrece in mintea lui Connect-R. Connect-R vede o fata draguta si, la un moment dat, camera intra in mintea lui si incep sa apara o serie de imagini care descriu, practic, senzatiile pe care le are el, in momentul acela.” - Spike |
| „Dale”                         | Delia                          | | | |
|                                |                                | | | |
|                                |                                | | | |

## Nominalizări și distincții
| An   | Eveniment                     | Pentru:                | Rezultat    | Note   |
| ---- | ----------------------------- | ---------------------- | ----------- | ------ |
| 2007 | Premiile muzicale MTV România | „Bizar” (feat. Cheloo) | Nominalizat | [ 56 ] |
| 2010 | Romanian Music Awards         | „Scandal”              | Câștigător  | [ 57 ] |
| 2011 | Romanian Music Awards         | „Realitate”            | Nominalizat | [ 58 ] |